# جيمس مارتن (مدرب رياضي)
جيمس مارتن (بالإنجليزية: James Martin)‏ هو مدرب رياضي أمريكي، ولد في 21 أغسطس 1944.